# Гоношиха
Гоноши́ха (рос. Гоношиха) — село у складі Зоринського району Алтайського краю, Росія. Адміністративний центр Гоношихинської сільської ради.

## Населення
Населення — 579 осіб (2010; 598 у 2002).
Національний склад (станом на 2002 рік):
- росіяни — 86 %